# Sommières (kanton)
Sommières var en kanton i arrondissementet Nîmes i departementet Gard i södra Frankrike. 1 januari 2010 hade Sommières 28 265 invånare. 2015 upphörde kantonen och merparten av kommunerna ingår sedan dess i kantonen Calvisson.